# Jozef Timmerman
Pour les articles homonymes, voir Timmerman.
Jozef Timmerman, né le 30 octobre 1941 et mort le 10 mars 2018 à Knesselare,, est un coureur cycliste belge.

## Biographie
Jos Timmerman découvre son attrait pour le cyclisme durant sa jeunesse, en effectuant quotidiennement à vélo le trajet qui sépare sa maison de l'école. Il commence la compétition en 1957 vers l'âge de seize ans. Rapidement performant, il s'impose dès sa deuxième course à Beernem. Il enchaîne ensuite les victoires et les podiums dans les catégories de jeunes. 
En 1962, il gagne une étape du Tour de Belgique amateurs. L'année suivante, il remporte le Circuit Het Volk amateurs. Il brille par ailleurs au niveau international en terminant deuxième d'une étape du Tour de l'Avenir et sixième de la Course de la Paix, avec la sélection belge. 
Au printemps 1964, il se distingue en terminant deuxième du Tour du Maroc, tout en ayant remporté deux étapes. Leader durant quatorze jours, il perd seulement la course lors du contre-la-montre de la dernière étape, où il est dépossédé de son maillot par Mohamed El Gourch. Il passe professionnel dans la foulée au sein de la formation Wiel's-Groene Leeuw. Dès sa première saison, il participe au Tour de France, au service de ses leaders Gilbert Desmet et Benoni Beheyt. Une chute le contraint cependant à l'abandon. 
En 1965, il participe de nouveau à la Grande Boucle, qu'il finit à la 69e place. Il se classe également quatrième d'une étape du Tour d'Espagne, ou encore cinquième du Circuit du Provençal. En 1966, il s'impose sur le Grand Prix de la Basse-Sambre. Il poursuit ensuite sa carrière au sein de l'équipe néerlandaise Willem II-Gazelle. Principalement équipier, il obtient deux nouveaux succès dans des kermesses belges. Il ne parvient toutefois pas à percer au plus haut niveau.  

## Palmarès et résultats

### Palmarès par année
| - 1961 - 3e du championnat de Belgique des militaires - 1962 - Bruxelles-Oetingen - Grand Prix Victor Bodson - 4e étape du Tour de Belgique amateurs - 2e du Grand Prix d'Affligem - 2e du Tour de Belgique amateurs - 1963 - Circuit Het Volk amateurs - Zesbergenprijs Harelbeke - 2e de la Course des chats - 3e de Gand-Wevelgem amateurs | - 1964 - 1re et 15e étapes du Tour du Maroc - 2e du Tour du Maroc - 2e du Tour de Belgique indépendants - 2e de Bruxelles-Liège - 1966 - Grand Prix de la Basse-Sambre - 5e du Circuit du Provençal - 1968 - 2e de l'Omloop der Zuid-West-Vlaamse Bergen |  |

### Résultats sur les grands tours

#### Tour de France
3 participations 
- 1964 : abandon (13e étape)
- 1965 : 69e
- 1969 : hors délais (6e étape)

#### Tour d'Espagne
3 participations 
- 1965 : 22e
- 1966 : 34e
- 1970 : 45e

#### Tour d'Italie
1 participation
- 1967 : abandon